# 캐나다 개혁당

캐나다 개혁당(영어: Reform Party of Canada, 프랑스어: Parti réformiste du Canada)은 1987년부터 2000년까지 존속했던 캐나다의 보수주의 정당이다.